# Maximiliano Viera
Maximiliano Viera (n. Pando, Uruguay; 11 de noviembre de 1991) es un futbolista uruguayo. Juega de delantero y su equipo actual es Progreso de la Primera División de Uruguay.

## Trayectoria
Tras realizar divisiones formativas en Danubio Fútbol Club y jugar varios años en el fútbol del interior, logra notoriedad por sus grandes actuaciones en la Selección de Canelones del Este, llamando la atención de los equipos de la capital y recalando allí  para tener su primera experiencia profesional a los 25 años.
Esta crrera profesional la inicia en equipos de la Segunda División Profesional de Uruguay, el primero de ellos fue Miramar Misiones en la temporada 2017, disputó 18 partidos, todos de titular. Luego fue traspasado al Deportivo Maldonado para la campaña 2018, llegó a jugar 10 partidos y marcó un gol, el primero de su carrera, lo convirtió el 2 de septiembre de 2018 en la victoria 0-3 ante Rentistas.
En el 2019 firma con el Club Sportivo Cerrito, en su primer año juega 22 partidos, 14 de ellos de titular y anotó un gol; en su segundo año juega 22 partidos de titular y marca seis goles, además se transformó en pieza clave para el ascenso que logró Cerrito a la Primera División. También el terminar primero en el torneo le valió conseguir su primer título profesional.
En la temporada 2021, firmó con 9 de Octubre Fútbol Club de Guayaquil en Ecuador, siendo esta su primera experiencia internacional, con el equipo octubrino disputó la LigaPro Serie A y Supercopa de Ecuador.
A mediados de 2021 regresó a su país para vestir la camiseta de Progreso, de la Primera División. En 2022 ficha por el club Atenas de la Segunda División Profesional de Uruguay.
En 2023 vuelve a Progreso, siendo clave en la obtención del ascenso a la máxima categoría del fútbol uruguayo. En 2024 integra el plantel de Progreso en primera división.

## Clubes
| Club                | País    | Año           | PJ | Goles |
| ------------------- | ------- | ------------- | -- | ----- |
| Miramar Misiones    | Uruguay | 2015 - 2017   | 18 | 0     |
| Deportivo Maldonado | Uruguay | 2018          | 10 | 1     |
| Cerrito             | Uruguay | 2019 - 2020   | 44 | 7     |
| 9 de Octubre        | Ecuador | 2021          | 1  | 0     |
| Progreso            | Uruguay | 2021          | 14 | 0     |
| Atenas              | Uruguay | 2022          | 7  | 0     |
| Progreso            | Uruguay | 2023-presente | -  | -     |

## Palmarés

### Campeonatos nacionales
| Título                       | Club    | País    | Año  |
| ---------------------------- | ------- | ------- | ---- |
| Segunda División Profesional | Cerrito | Uruguay | 2020 |